# Chiesa di San Nicolò (Medesano)
La chiesa di San Nicolò è un luogo di culto cattolico dalle forme neoclassiche, situato in via alla Chiesa a Miano, frazione di Medesano, in provincia e diocesi di Parma; è sede di una parrocchia compresa nella zona pastorale della Pedemontana.

## Storia
Il luogo di culto originario a servizio del piccolo borgo di Miano fu costruito in epoca medievale; la più antica testimonianza della sua esistenza risale al 1230, quando la cappella fu citata nel Capitulum seu Rotulus Decimarum della diocesi di Parma tra le dipendenze della pieve di Fornovo.
Nel 1564 la chiesa fu elevata a sede parrocchiale autonoma.
Nel 1869 il tempio medievale, ormai inadeguato a causa dell'aumento della popolazione, fu abbattuto e, a poca distanza dal precedente, furono avviati i lavori di costruzione di un nuovo edificio neoclassico, utilizzando anche le ultime pietre superstiti dell'antico castello; la chiesa fu completata nel 1876.
Il 7 settembre 1920 un devastante terremoto causò gravi danni al luogo di culto, che fu successivamente ristrutturato e decorato internamente dal pittore colornese Dino Mora.
Nel 1928 un fulmine colpì la sommità del campanile, distruggendola parzialmente; la struttura fu in seguito riparata.
Il 23 dicembre del 2008 una forte scossa sismica provocò vari danni in tutto il territorio; nel 2011 la chiesa fu sottoposta a lavori di restauro e consolidamento strutturale.

## Descrizione

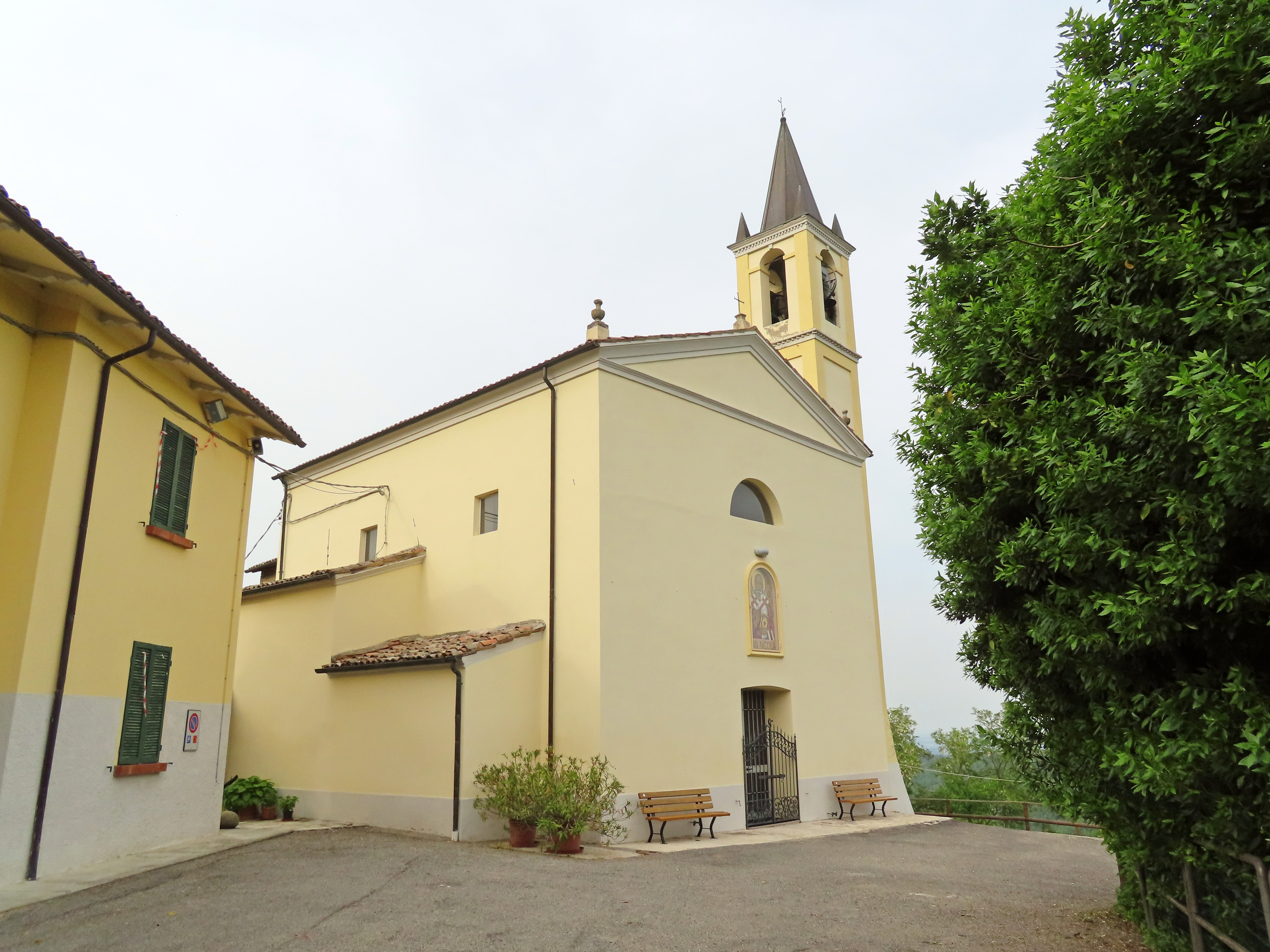
Facciata e lato ovest

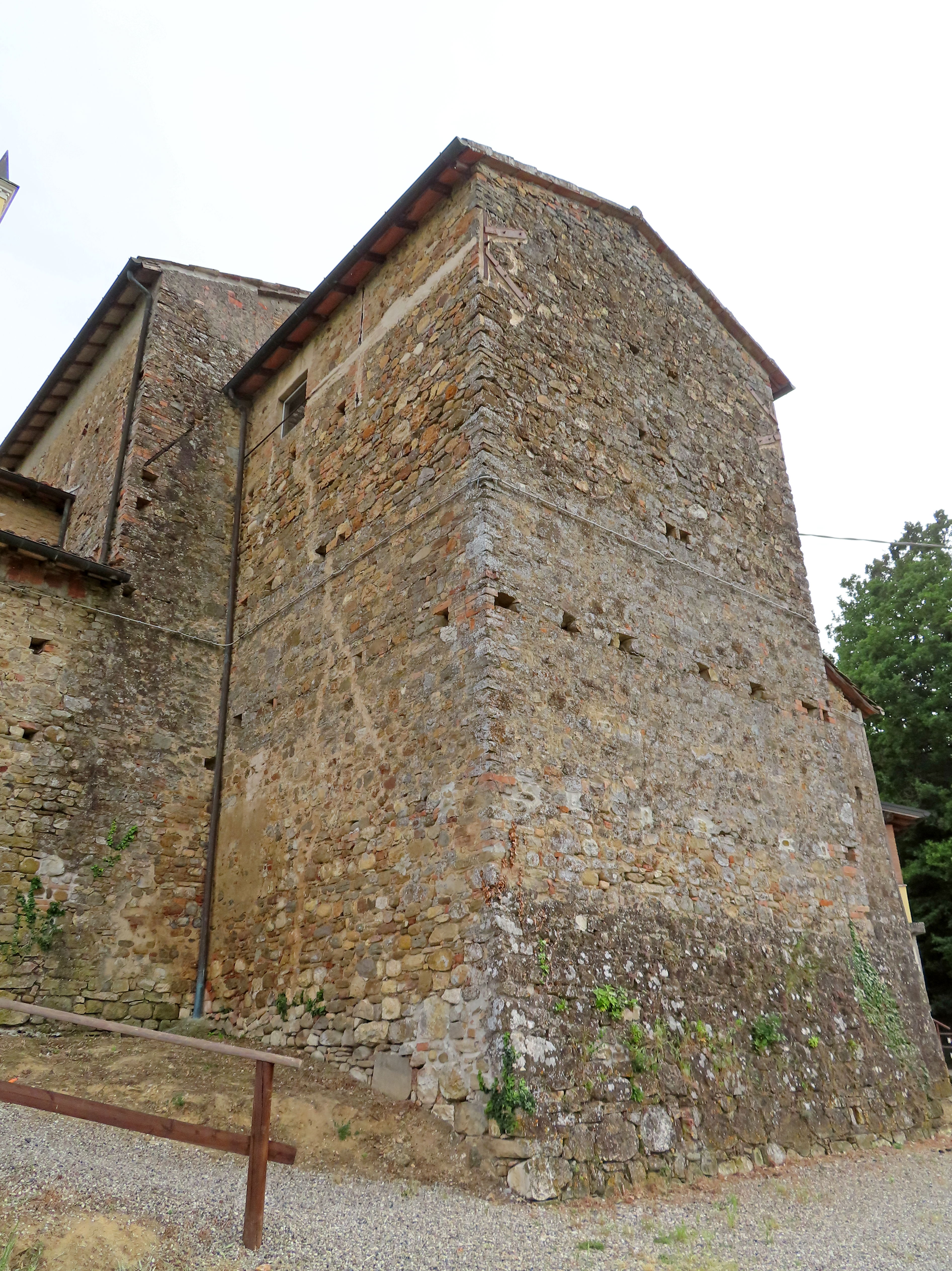
Retro

La chiesa si sviluppa su un impianto a navata unica affiancata da una cappella per lato, con ingresso a sud e presbiterio absidato a nord.
La semplice e simmetrica facciata a capanna, interamente intonacata, è caratterizzata dalla presenza dell'ampio portale d'ingresso centrale ad arco ribassato, privo di cornice e sormontato da una nicchia a tutto sesto contenente l'immagine di San Nicola; più in alto ai apre una finestra a lunetta, mentre a coronamento si staglia un frontone triangolare con cornice in aggetto.
Sulla destra si erge, in continuità col prospetto, il campanile, decorato con specchiature rettangolari; la cella campanaria si affaccia sulle quattro fronti attraverso alte monofore ad arco a tutto sesto; in sommità si erge, oltre il cornicione, un'aguzza guglia conica, tra quattro piccoli pinnacoli posti sugli spigoli.
All'interno la navata, coperta da una volta a botte, è affiancata da massicce paraste coronate da capitelli dorici a sostegno del cornicione perimetrale; le cappelle laterali, chiuse superiormente da volte a botte, si affacciano simmetricamente sull'aula attraverso arcate a sesto ribassato rette da mensole.
Il presbiterio, lievemente sopraelevato, è preceduto dall'arco trionfale, decorato con una cornice modanata; l'ambiente, coperto da una volta a vela, accoglie l'altare maggiore a mensa in pietra, aggiunto nel 2014; sul fondo dell'abside, chiusa superiormente dal catino a semicupola, si staglia, all'interno di una cornice lignea, la pala.